# يوسف إسماعيل (كاتب)
يوسف إسماعيل (1960 - 27 يوليو 2017) هو باحث وأكاديمي وكاتب عربي سوري، وعضو هيئة التدريس بجامعة حلب، ولد في بلدة قورقنيا 1960م بمحافظة إدلب، ونال الشهادة الجامعية من جامعة حلب، كلية الآداب، قسم اللغة العربية وآدابها وعين معيداً في قسم اللغة العربية في جامعة حلب سنة 1984. وكان الراحل قد حصل على الدكتوراه بأطروحة عن البنية الإيقاعية في الشعر المملوكي بعد إيفاده إلى المملكة المغربية. له العشرات من المؤلفات الأكاديمية والثقافية التي تعنى بالادب والأخلاق والسياسة اضافه لمئات المقالات في المجلات والجرائد الدوريه العربيه منها والعالميه، ويعدّ واحداً من أهم دارسي الأدب المملوكي خاصة.

## نشأته وحياته
ولد الدكتور يوسف إسماعيل لأحمد وصبرية في بلدة قرقنيا بـمحافظة إدلب، وفيها درس الابتدائيه والإعدادية في قورقنيا، لينتقل بعدها إلى محافظة حلب ويدرس الثانويه، وحصل على الإجازة والماجيستير من جامعة حلب وحصل على الدكتوراه من جامعة محمد الخامس بالرباط بعد إيفاده إلى المملكة المغربية، متزوج من استاذة مغربية وله منها ولدان نسيم وسهيل.

## سيرته المهنية
انتقل إلى محافظة حلب ودرس في جامعتها، في كلية الآداب والعلوم الإنسانية، قسم اللغة العربية وآدابها وتخرج منها سنة 1982، ليتابع تحصيله العلمي ويحصل على دبلوم الدراسات العليا سنة 1985،عين معيداً في قسم اللغة العربية في جامعة حلب، وعكف بعدها على تحضير رسالة الماجستير في الأدب الشعبي حول “سيرة الأميرة ذات الهمة” وحصل عليها بعد سنتين بدرجة جيد جداً. وبعد حصوله على الماجستير تم إيفاده إلى المملكة المغربية للحصول على الدكتوراه، وحصل عليها هناك بأطروحة حول “البنية الإيقاعية في الشعر المملوكي” سنة 1997، وعاد بعدها إلى جامعة حلب ليعين استاذاً في الهيئة التدريسية فيها ويدرس الطلاب مادة الأدب المملوكي.
كان خلال حياته الجامعية الأولى طالباً نشيطاً ومشاركاً في النشاط الثقافي، وساهم مع مجموعة من الزملاء بتأسيس الملتقى الأدبي لجامعة حلب، وقدم خلاله مجموعة من القصص القصيرة التي لاقت استحسان النقاد، إلى أن عمله البحثي سرقه من الكتابة الإبداعية فتفرغ بشكل كامل للتدريس وكتابة الأبحاث، فأصدر مجموعة من الكتب البحثية الجديدة والتي قدم فيها قراءات مختلفة عما يتم تداوله ضمن الوعي السائد وذلك باستخدامه أدوات بحثية جديدة.

## كتبه
له العشرات من المؤلفات الأكاديمية والثقافية التي تعنى بالادب والأخلاق والسياسة منها:
صدر له الكتب التالية:
- بنية الإيقاع في الخطاب الشعري . وزارة الثقافة بدمشق سنة 2004
- الرؤيا الشعبية في الخطاب الملحمي عند العرب . اتحاد الكتاب العرب بدمشق . سنة 2004
- المقامات، مقاربة في التحولات والتبني والتجاوز . اتحاد الكتاب العرب بدمشق . سنة 2007
- محكيات السرد العربي القديم . منشورات اتحاد الكتاب العرب . دمشق . سنة 2008
- البنية التركيبية في الخطاب الشعري . منشورات اتحاد الكتاب العرب . دمشق . سنة 2012
- مشروعية السرد في بيان بيدبا . الدار العربية للعلوم ـ ناشرون . بيروت 2013
- الدرس البلاغي قضايا معرفية ومقاربات نصية. جامعة شعيب الدكالي. الجديدة. المغرب .2015

إضافة إلى مجموعة من الدراسات المحكمة في المجلات الأكاديمية العربية، مثل:
- مجلة الحوليات الصادرة عن مجلس النشر العلمي بجامعة الكويت
- المجلة العربية للعلوم الإنسانية . مجلس النشر العلمي . الكويت .
- مجلة التراث العربي الصادرة عن اتحاد الكتاب العرب

مجموعة من المشاركات الثقافية في المجلات الثقافية العربية، مقل:
- مجلة المعرفة /وزارة الثقافة، سوريا .
- الموقف الأدبي/ والتراث العربي عن اتحاد الكتاب العرب بـدمشق.
- مجلة الفيصل الثقافية،
- مجلة جذور،
- مجلة علامات / السعودية .
- مجلة الرافد الثقافية / الشارقة
- مجلة عمّان / الأردن

ومجموعة من المشاركات في الندوات والمؤتمرات والجرائد
وخمسة كتب لم تنشر بعد
كما عكف خلال السنوات الخمس الماضية بعد خروجه من سوريا إلى المغرب في العام 2012، على كتابة مجموعة من المقالات الإشكالية حول الوضع السوري حافراً بطريقة علمية مبسطة في أسس الكثير من المشاكل المعرفية.
دأب يوسف على تشريح الوضع في سوريا بسلسلة من المقالات العميقة التي تناقش الموضوع من خلال البنية الثقافية والمعرفية بعيداً عن سهولة الانتماء لطرف دون آخر، وبمعنى أدق بعيداً عن حالة القطيعية التي استلبت الكثير من المنتمين إلى الشأن العام، وعلى وجه الخصوص من كانوا يعتبرون أنفسهم عاملين في الحق الثقافي، كتب في كل التفاصيل الصغيرة منبهاً أن الخراب سيعم ويبسط سيطرته، لو اندفعنا أكثر في فعل الخندقة وشيطنة الآخر المختلف.

## رحيله
توفي الدكتور يوسف إسماعيل يوم الخميس 03 ذي القعدة 1438هـ الموافق لـ 27 يوليوز 2017م بـالرباط عن عمر ناهز 57 عاماً إثر أزمة قلبية مفاجئة.

## وصلات خارجية
- صفحته الشخصية على الفيسبوك
- مدونة لبعض المقالات التي كتبها الدكتور يوسف إسماعيل
- نعي الدكتور يوسف إسماعيل من قبل زملائه واصدقائه1
- نعي الدكتور يوسف إسماعيل من قبل زملائه واصدقائه2